# Женская сборная ДР Конго по гандболу
Женская сборная Демократической Республики Конго по гандболу — сборная команда, представляющая Демократическую Республику Конго на международных соревнованиях по гандболу, контролируется федерацией гандбола Демократической Республики Конго.

## Результаты

### Чемпионаты мира
- 2013 : 20-е место
- 2015 : 24-е место
- 2019 : 20-е место

### Чемпионаты Африки
- 1992 : 8-е место
- 2002 : 8-е место
- 2004 : 7-е место
- 2006 : 6-е место
- 2008 : 5-е место
- 2010 : 8-е место
- 2012 : 3-е место
- 2014 : 2-е место